# فردریک بسیر
فردریک بسیر (انگلیسی: Frédéric Besseyre؛ زادهٔ ۲ مهٔ ۱۹۷۹) بازیکن فوتبال اهل فرانسه است.
از باشگاه‌هایی که در آن بازی کرده‌است می‌توان به باشگاه فوتبال سروت ۱۸۹۰ اشاره کرد.